# Vertice inter-coreano di settembre 2018
Il vertice inter-coreano di settembre 2018 è stato il terzo vertice intercoreano nel 2018.
Il 13 agosto, la Casa Blu annunciò che il Presidente della Corea del Sud aveva in programma di partecipare al terzo vertice inter-coreano con Kim Jong-un a Pyongyang a settembre, come previsto. Le Coree stavano cercando la strategia da utilizzare nei colloqui con gli Stati Uniti e la soluzione per la denuclearizzazione nella penisola coreana. Si tenne per tre giorni dal 18 al 20 settembre.

## Panoramica
È stato il quinto vertice intercoreano dopo la guerra di Corea del 1950-1953. La Corea del Nord stava sollecitando la cooperazione economica e i risultati della Corea del Sud prima del vertice inter-coreano di settembre. I media statali della Corea del Nord hanno poi annunciato l'accordo di tenere il vertice a Pyongyang.

## Progresso
Venne annunciato il 31 agosto che il presidente sudcoreano Moon Jae-In avrebbe inviato una delegazione speciale in Corea del Nord il 5 settembre per tenere ulteriori colloqui nucleari e fissare la data del vertice. Il 5 settembre 2018, il consigliere per la sicurezza nazionale sudcoreana Chung Eui-yong, il direttore del servizio di intelligence nazionale Suh Hoon e altri delegati si recarono in Corea del Nord per tenere un incontro con Kim Jong-un, dove hanno organizzato il vertice e hanno contribuito a salvare la diplomazia nucleare tra gli Stati Uniti e la Corea del Nord. Venne quindi annunciato che il vertice di tre giorni si sarebbe svolto tra il 18 settembre e il 20 settembre. I funzionari sudcoreani hanno insistito sul fatto che Kim Jong-un abbia fissato un programma di denuclearizzazione proposto e che stesse lavorando con Trump per raggiungere questo obiettivo.

### 18 settembre (giorno 1)
Il vertice è iniziato come previsto il 18 settembre. Il primo giorno, Moon Jae-in e sua moglie Kim Jung-Sook arrivarono all'aeroporto internazionale Sunan di Pyongyang, dove ricevettero un entusiasmante accoglimento, con un corteo di marcia della guardia d'onore e della banda militare centrale dell'esercito popolare coreano. Anche Kim Jong-un li salutò e abbracciò Moon. Anche Kim e Moon arrivarono a destinazione con la stessa auto. Entrambi salutarono apertamente una parata di auto.

### 19 settembre (giorno 2)
A Pyongyang, un accordo intitolato "Dichiarazione congiunta di settembre 2018 di Pyongyang" venne firmato da entrambi i capi coreani L'accordo prevede un accordo militare, scambi civili e cooperazione in molte aree e condizioni per denuclearizzare la Corea del Nord. Durante questo giornata, anche il Ministro della Difesa nordcoreano No Kwang Chol e il Ministro della Difesa sudcoreano Song Young-moo firmarono un nuovo Accordo di riconciliazione, non aggressione, scambi e cooperazione (noto anche come "Accordo di base") noto come "Accordo sull'attuazione della storica dichiarazione di Panmunjom nel dominio militare "(chiamato anche Accordo militare globale o CMA) per contribuire a garantire una minore tensione militare tra i due paesi e un maggiore controllo delle armi. L'accordo prevede la rimozione di mine antiuomo, posti di guardia, armi e personale nell'ASC da entrambi i lati del confine nord-sudcoreano. L'accordo prevedeva anche la creazione di zone cuscinetto militari congiunte.
La Repubblica democratica popolare di Corea accettò di smantellare il suo complesso nucleare in presenza di esperti internazionali se gli Stati Uniti avessero intrapreso un'azione correlativa. La Repubblica democratica popolare di Corea convenne inoltre di completare lo smantellamento della stazione di lancio satelliti di Sohae, iniziata nel luglio 2018 e che lo smantellamento del sito di prova del motore missilistico di Sohae e la piattaforma di lancio sarebbero stati osservati anche da esperti internazionali.
Kim Jong-un si è anche impegnato a visitare la capitale sudcoreana di Seoul "nel prossimo futuro".
Di fronte a una folla di 150.000 persone, Moon tenne un discorso allo stadio di Pyongyang, chiedendo l'unità culturale e la riunificazione di entrambe le Coree. Moon ricevette una standing ovation e fu il primo presidente sudcoreano a tenere un discorso pubblico in Corea del Nord. Nello stesso stadio, Moon, il capo nordcoreano Kim Jong Un e le loro mogli assistirono all'esibizione di giochi di massa di "The Glorious Country" (Il paese glorioso).

### 20 settembre (giorno 3)
I capi delle due Coree visitarono insieme il Monte Paektu. Moon viaggiò da Pyongyang in aereo all'aeroporto di Samjiyon vicino al Monte Paektu, dove Kim è arrivato per primo per salutarlo. Quindi cavalcarono veicoli verso la montagna al confine nord-coreano-cinese. I capi cavalcarono insieme in una funivia per raggiungere il Lago del Paradiso, situato in un cratere in cima alla zona del vulcano sacro della montagna. Moon è stato il primo presidente sudcoreano a visitare il Monte Paekdu. Dopo aver raggiunto il lago, Kim, Moon, insieme alle loro mogli, si sono messi in posa di fronte a lui per una foto. Il vulcano della montagna e il Lago del Paradiso sono considerati i siti più sacri della mitologia coreana e la famiglia di Kim si è da tempo identificata come la "linea di sangue del Monte Paektu". Prima che Moon tornasse in Corea del Sud, fu dedicato un pennarello di pietra durante una cerimonia di piantagione di alberi a Pyongyang per commemorare il suo viaggio in Corea del Nord.
Kim ha anche spedito 2 tonnellate di funghi di pino nordcoreano, conosciuti localmente come songyi, oltre il confine prima che Moon tornasse. Il segretario della stampa lunare Yoon Young-chan dichiarò che i funghi sarebbero stati dati a 4.000 sudcoreani che avevano familiari in Corea del Nord. Anche gli anziani di questo gruppo avevano il privilegio di mangiare 500 grammi ciascuno prima del festival di Chuseok .

## Reazioni
I media statali cinesi dell'Agenzia Nuova Cina accolsero la decisione di tenere il prossimo vertice dei leader inter-coreani a Pyongyang. Xinhua affermò che gli Stati Uniti avessero avuto un impatto vitale sulla "questione della penisola coreana" e chiesero a Washington di svolgere un ruolo più dinamico in materia regionale. Xinhua vide negativamente la politica della Corea del Nord degli Stati Uniti con la "massima pressione", sebbene Pyongyang abbia fatto sforzi per "chiudere" il principale sito di test nucleari di Punggye-ri, restituire i resti dei soldati statunitensi dalla guerra di Corea e stimolare i negoziati tra nord e sud. Il 19 settembre, il portavoce del ministero degli Esteri cinese Geng Shuang elogiò l'incontro, affermando che ha prodotto effetti positivi allentando le tensioni militari, promuovendo colloqui di pace e il processo di denuclearizzazione in corso.

## Conseguenze

### Regali
Il 27 settembre 2018, Kim onorò una richiesta fatta da Moon durante il vertice e diede al leader sudcoreano due rari pungsan, cani da caccia coreani, di nome Gomi e Songgang. L'8 novembre 2018, l'ufficio di Moon dichiarò che i funghi fossero sicuri da mangiare e non sono stati influenzati dalla storia dei test nucleari della Corea del Nord L'11 novembre 2018, la Corea del Sud trasportò in aereo 200 tonnellate di mandarini dall'isola di Jeju in Corea del Nord come gesto di buona volontà per i funghi. Il 12 novembre 2018, Gomi, la femmina Pungsan, diede alla luce sei cuccioli in "regalo di pace". Quando sono nati, Moon twittò "Dato che il periodo di gravidanza dei cani è di circa due mesi, Gomi deve essere venuta da noi incinta", e che "spero che gli affari intercoreani siano così". Il 25 novembre 2018, Moon presentò al pubblico le foto di questi cuccioli "regalo di pace".

### La visita di Kim a Seul
È stato annunciato che la visita del leader della RPDC Kim Jong-un a Seul sarebbe avvenuta a dicembre 2018 sulla base del rapporto dell'agenzia di stampa Yonhap della Corea del Sud.

### L'incontro durante l'Assemblea generale delle Nazioni Unite
Moon Jae-in presso i membri delle Nazioni Unite chiede al mondo di riconoscere "positivamente" le "nuove scelte" di Kim Jong-un per ispirare la denuclearizzazione. Il segretario di Stato americano Mike Pompeo si era precedentemente riunito con il suo omologo nordcoreano Ri Yong-ho a New York e annunciò che è un incontro molto positivo con la RPDC durante l'UNGA (Assemblea Generale) per discutere del prossimo vertice di Trump-Kim e dei prossimi passi verso la denuclearizzazione di Corea del nord.

### Rimozione di mine antiuomo e scoperta di resti di soldati della guerra di Corea
Il 1º ottobre 2018, gli ingegneri militari della Corea del Nord e del Sud avviarono un processo di rimozione programmato di 20 giorni di mine antiuomo e altri esplosivi piantati nell'area congiunta di sicurezza della zona demilitarizzata coreana (DMZ). Anche l'area di sicurezza comune, situata vicino al villaggio di frontiera condiviso di Panmunjom, subirà importanti cambiamenti anche a seguito dello sminamento. Fu anche convenuto che Arrowhead Hill avrebbe subito lo sminamento da parte delle forze nord e sud coreane e che avrebbero anche aiutato a cercare potenziali resti di soldati dispersi. Circa 800.000 mine antiuomo furono piantate lungo queste due regioni dalla divisione della Corea. Il 19 ottobre 2018, dopo appena 19 giorni di operazioni di sminamento da entrambe le parti, il comando delle Nazioni Unite ha annunciato che sia la Corea del Nord che quella del Sud avevano completato i lavori per rimuovere le mine antiuomo dall'area di sicurezza comune.
Entro il 25 ottobre 2018, lo sminamento era iniziato a Arrowhead Hill e portò alla scoperta dei resti della guerra di Corea. Lo sminamento a Arrowhead Hill continuerà fino al 30 novembre 2018. Altre cinque serie di resti dal coreano sono state scoperte a Arrowhead Hill il 19 novembre 2018. A questo punto, un totale di nove serie di resti della Guerra di Corea erano stati scoperti a Arrowhead Hill era stato precedentemente selezionato per entrambe le Coree per condurre un progetto di recupero di resti pilota.  Un progetto pilota di recupero di resti intercoreani è un altro impegno assunto nel quadro dell'accordo globale del vertice.  Il 22 novembre 2018, una strada DMZ è stata ricollegata per la prima volta in quattordici anni, nel tentativo di aiutare sia il processo di sminamento che l'esumazione.
Il lavoro tra le due Coree per rimuovere le mine antiuomo da Arrowhead Hill è stato completato il 30 novembre 2018.

### Smantellamento dei posti di guardia
Una volta che l'area di sicurezza congiunta è stata eliminata, i posti di guardia cesseranno di esistere. Lo smantellamento dei posti di guardia dell'area di sicurezza comune è stato completato il 25 ottobre.
La distruzione di 20 posti di guardia situati lungo le "prime linee" della DMZ coreana è iniziata ufficialmente l'11 novembre 2018. Il 15 novembre 2018 è stata completata la distruzione di due posti di guardia della DMZ, uno situato nella Corea del Sud e l'altro nella Corea del Nord. Il lavoro era ancora in corso per completare la distruzione di altri posti di guardia. Il 23 novembre, è stato rivelato che la Corea del Sud stava lentamente distruggendo i propri posti di guardia con escavatori . Quando iniziò la distruzione dei posti di guardia, fu annunciato che entrambe le Coree avevano modificato l'accordo militare globale del vertice e decisero di preservare due dei ventidue posti di guardia in prima linea demilitarizzati, uno su ciascun lato del confine.
Il 20 novembre 2018, la Corea del Nord, nella speranza di allentare ulteriormente le tensioni con la Corea del Sud, distrusse tutti i 10 posti di guardia "front line" rimanenti. Il Ministero della Difesa sudcoreano rilasciò foto a conferma di ciò e una dichiarazione in cui si afferma che la Corea del Nord li aveva informati dei piani per demolirli prima che avvenisse. Ciò è risultato conforme ai precedenti accordi del vertice. Il 30 novembre 2018, entrambe le Coree hanno completato i lavori per smantellare 10 dei loro posti di guardia "in prima linea". Anche l'accordo successivo per ciascuna Corea di preservare un posto di "prima linea" è stato confermato. Il posto di guardia "in prima linea", che è stato conservato nella parte nordcoreana della DMZ, è stato visitato da Kim Jong Un nel 2013, quando le tensioni erano in aumento tra le due Coree. La distruzione dei 10 posti di guardia e il disarmo e la distruzione di strutture sotterranee in tutti e 11 i posti di guardia sono state confermate da ispezioni intercoreane che hanno avuto luogo quando ispettori e soldati di entrambe le Coree hanno attraversato i paesi opposti il 12 dicembre 2018.

### Disarmo
Anche l'area di sicurezza comune non sarà più armata con armi di alcun tipo dopo che sarà stata sminata. Il disarmo ufficiale di quest'area è completo il 25 ottobre. La rimozione di armi da tutti i 22 posti di guardia "di prima linea" della DMZ è stata completata il 10 novembre 2018.

### Ritiro di personale
Qualsiasi personale militare, indipendentemente dal loro paese, che è di stanza nell'area di sicurezza congiunta su entrambi i lati del confine sarà costretto a ritirarsi al termine dello sminamento. Il 25 ottobre 2018, il personale è stato sostituito con 35 guardie di sicurezza disarmate. Il ritiro del personale militare da tutti i 22 posti di guardia "di prima linea" della DMZ è stato completato il 10 novembre 2018.

### Ufficio di collegamento inter-coreano
La prima riunione presso l'ufficio di collegamento inter-coreano è avvenuta tra i delegati di entrambe le Coree il 22 ottobre 2018. L'incontro ha riguardato, tra l'altro, la cooperazione forestale tra le due Coree. La cooperazione nel campo dell'ecologia forestale era uno degli impegni della Dichiarazione di Pyongyang. Un incontro in seguito si è svolto presso l'ufficio tra il Vice Ministro della Cultura, dello Sport e del Turismo della Corea del Sud Roh Tae-kang e il Vice Ministro della Cultura e dello Sport della Corea del Nord, vinto il 2 novembre 2018, i colloqui presso l'ufficio hanno portato a accordi per una squadra coreana unificata alle Olimpiadi del 2020 e per tenere le Olimpiadi estive del 2032 in entrambe le Coree. Un altro incontro si è tenuto il 2 novembre 2018 tra il vice ministro della Corea del Sud Chun Hae-sung e il suo omologo nordcoreano, Jon Jong-su . Entrambi gli uomini sono copresidenti dell'ufficio e ciascuno funge da capo di collegamento per il loro paese di prospettiva. Sia Chun che Jon hanno discusso della cooperazione in vari progetti congiunti della Corea. A seguito dell'incontro, è stato riferito che le ispezioni ferroviarie in loco intercoreane e un'esibizione di una compagnia d'arte Pyongyang a Seoul erano questioni che erano rimaste irrisolte. Una troupe d'arte nordcoreana si era esibita in precedenza a Seoul e in un'altra città della Corea del Sud poco prima delle Olimpiadi invernali del 2018.

### Cooperazione sanitaria
Il 7 novembre 2018, funzionari sanitari della Corea del Nord e del Sud hanno tenuto colloqui presso l'ufficio di collegamento intercoreano per discutere della cooperazione nel settore sanitario maggiore cooperazione tra i due paesi nel campo dell'assistenza sanitaria è stata un altro degli impegni della Dichiarazione di Pyongyang. L'11 dicembre 2018 è stato rivelato che entrambe le Coree hanno concordato di combattere congiuntamente le malattie infettive. A febbraio 2019, il medico sudcoreano Kim Young-hoon, che in precedenza aveva fatto la storia viaggiando a Pyongyang nel 2000 per eseguire un intervento chirurgico di pacemaker, stava lavorando in entrambe le Coree per espandere l'assistenza sanitaria e le strutture mediche. È stato a capo della Fondazione inter-coreana per l'educazione alla salute e alla medicina da quando è stata fondata nell'agosto 2015.

### Celebrazione congiunta della dichiarazione del 4 ottobre
Il 4 ottobre 2018, Pyongyang ha consentito a una delegazione sudcoreana di partecipare a una celebrazione congiunta dell'11 ° anniversario della Dichiarazione del 4 ottobre . Questo evento ha anche commemorato il 100 ° anniversario del Movimento del 1 ° marzo ed è stato uno degli impegni della Dichiarazione di Pyongyang.

### Ratifica degli accordi al vertice
Il 23 ottobre 2018, Moon ha ratificato sia la Dichiarazione di Pyongyang che la CMA poche ore dopo l'approvazione del suo gabinetto. Dopo l'approvazione, è stato riconosciuto che la Costituzione sudcoreana consente al Presidente di approvare i trattati senza il consenso dell'Assemblea nazionale, purché non "diano enormi oneri finanziari al popolo".

### Ripristino della cooperazione economica
Il 30 ottobre 2018, i membri di una commissione speciale parlamentare ad hoc della Corea del Sud sulla cooperazione economica intercoreana hanno tenuto la sua prima riunione e hanno visto i membri delle parti al potere e dell'opposizione concordare di ripristinare la cooperazione economica intercoreana che è cessata da circa 10 anni e normalizzare le operazioni della regione industriale Kaesong nordcoreana ora chiusa e il progetto di tour congiunto sospeso sul Monte Kumgang, anch'esso situato nel Nord, quando le condizioni sono soddisfatte. Le zone economiche congiunte in queste due aree erano anche impegni della Dichiarazione di Pyongyang.

### Mancato rispetto degli impegni di ottobre
Non sono stati confermati alcuni impegni della Dichiarazione di Pyongyang prevista per l'ottobre 2018. Tra questi c'era un sondaggio congiunto per una ferrovia transfrontaliera e incontri sportivi e sanitari per rafforzare lo scambio nelle rispettive aree. Anche una troupe d'arte di Pyongyang non ha tenuto un'esibizione programmata a Seul. La Dichiarazione di Pyongyang prevedeva che una troupe d'arte di Pyongyang tenesse una performance a Seoul anche nell'ottobre 2018.

### Osservazione sudcoreana del programma WMD nordcoreano
Il 31 ottobre 2018, Kim Min-ki del Partito Democratico al potere ha rilasciato una dichiarazione rivelando che funzionari del Servizio di intelligence nazionale della Corea del Sud avevano osservato diversi siti di test nucleari e missilistici della Corea del Nord e che erano ora pronti per le prossime ispezioni internazionali. Kim ha anche dichiarato che il sito di test nucleare Punggye-ri ora inattivo e la stazione di lancio satellitare di Sohae sono stati inclusi in queste osservazioni. La visita dei funzionari dell'intelligence aveva anche lo scopo di preparare gli esperti internazionali a osservare lo smantellamento dei siti di test nucleari e missilistici della Corea del Nord. Gli esperti internazionali potranno anche assistere allo smantellamento di altri siti di test nucleari e missilistici della Corea del Nord. Anche Yongbyon, l'ultimo impianto nucleare della Corea del Nord che deve ancora essere chiuso, è stato inattivo anche durante lo scorso anno.

### Stabilimento di zone tampone, d'interdizione al volo e di pace
Il 1º novembre 2018, funzionari del Ministero della Difesa della Corea del Sud hanno confermato che le zone cuscinetto sono state stabilite in tutta la DMZ dai militari della Corea del Nord e del Sud. In conformità con l'accordo militare globale, le zone cuscinetto contribuiscono a garantire che entrambe le Coree vietino l'ostilità sulla terra, sul mare e sull'aria. Le zone cuscinetto si estendono dal nord dell'isola di Deokjeok al sud dell'isola di Cho nel mare occidentale e al nord della città di Sokcho e al sud della contea di Tongchon nel mare orientale (giallo). Sia alla Corea del Nord che alla Corea del Sud è proibito condurre esercitazioni di artiglieria a fuoco vivo ed esercitazioni di manovra sul campo a livello di reggimento o quelle di unità più grandi entro 5 chilometri dalla Linea di demarcazione militare (MDL). Sono state inoltre istituite zone di non volo lungo la DMZ per vietare il funzionamento di droni, elicotteri e altri aeromobili su un'area fino a 40 km dal MDL. Entrambe le Coree hanno anche istituito "zone di pace" vicino al confine controverso del Mar Giallo. È stata inoltre istituita una zona cuscinetto nella Northern Limit Line (NLL) del Mar Giallo.

### Istituzione di zone di utilizzo congiunte lungo gli estuari del fiume Han e Imjin
Il 4 novembre 2018, un team di 20 membri composto da 10 persone della Corea del Nord e 10 persone della Corea del Sud ha avviato un sondaggio inter-coreano congiunto che porterà allo sviluppo di Zone di utilizzo congiunte lungo gli estuari Han e River. Le zone consentiranno ai civili di accedere all'estuario per il turismo, la protezione ecologica e la raccolta di aggregati edili sotto la protezione dei militari da entrambi i lati del confine coreano. La creazione anticipata di questa zona di utilizzo congiunta e di un'indagine congiunta è uno degli obiettivi dell'accordo globale sull'assicurazione militare Il 5 novembre 2018, i consigli delle province della Corea del Sud Gangwon e Gyeonggi, che confinano con la DMZ, hanno firmato un "lavoro di pace accordo "presso la stazione Dorasan di Paju, dando l'approvazione locale a vari progetti DMZ, tra cui le zone di utilizzo congiunte.
L'indagine intercoreana degli estuari nei fiumi Han e Imjin è stato completato il 9 dicembre 2018. Successivamente è stato annunciato che durante il sondaggio congiunto erano state scoperte 21 nuove barriere coralline e che le nuove mappe per entrambi gli estuari dei fiumi saranno rese pubbliche entro il 25 gennaio 2019.

### Offerte sportive unificate
Nell'ottobre 2018, entrambe le Coree hanno partecipato come squadra unita agli Asian Para Games del 2018. Il 4 ottobre 2018, è stato annunciato che entrambe le Coree avrebbero partecipato anche come squadra unificata al Campionato mondiale maschile di pallamano 2019 . Il 2 novembre 2018, funzionari della Corea del Nord e del Sud hanno annunciato che i loro paesi avrebbero partecipato alle Olimpiadi estive del 2020, tenute a Tokyo, in Giappone, come una squadra unificata. I funzionari di entrambe le Coree hanno anche annunciato che le lettere che invieranno al Comitato Olimpico Internazionale (CIO) in merito alle loro offerte per ospitare le Olimpiadi estive del 2032 consisterebbero anche in offerte congiunte in modo che le attività olimpiche si svolgessero in entrambe le nazioni se anche le loro offerte sono state accettate. La partecipazione come squadra unita alle Olimpiadi estive del 2020 e altri giochi internazionali, così come l'offerta per entrambe le Coree di ospitare le Olimpiadi estive del 2032, erano obblighi che erano stati concordati nella Dichiarazione di Pyongyang. Il 26 novembre 2018, l'UNESCO ha accettato un'offerta congiunta della Corea del Nord e del Sud e ha concesso lo status di patrimonio culturale mondiale al wrestling coreano . Lo sport, che consiste nel wrestling tradizionale, è noto in Corea del Sud come Ssireum e in Corea del Nord come Ssirum.

### Trasporto inter-coreano
Il 14 ottobre 2018, la Corea del Nord e del Sud, hanno concordato di raggiungere l'obiettivo del vertice di ripristinare il trasporto ferroviario e stradale che era stato tagliato dalla guerra di Corea alla fine di novembre o all'inizio di dicembre 2018. Il 22 novembre 2018, la Corea del Nord e del Sud hanno completato la costruzione per collegare una strada di tre chilometri lungo la DMZ. Questa strada, che attraversa il confine terrestre MDL coreano, è composta da 1,7   km in Corea del Sud e 1.3   km in Corea del Nord. La strada è stata ricollegata per la prima volta in 14 anni, nel tentativo di aiutare con un processo a Arrowhead Hill della DMZ che prevede la rimozione di mine antiuomo e l'esumazione dei resti della guerra di Corea.
Il 24 novembre 2018, è stato annunciato che il Consiglio di sicurezza dell'ONU aveva concesso esenzioni dalla Corea del Sud in modo che la Corea del Nord e quella del Sud potessero finalmente condurre un'indagine ferroviaria intercoreana pianificata. Nel novembre 2008, la Corea del Nord ha chiuso il collegamento ferroviario tra la Corea del Nord e quella del Sud. Tuttavia, il trasporto ferroviario dalla Corea del Sud alla Corea del Nord è ripreso nuovamente il 30 novembre 2018, quando un treno sudcoreano che trasportava ispettori ferroviari è entrato nella Corea del Nord. Lo stesso giorno, 30 funzionari della Corea del Nord e del Sud hanno iniziato un sondaggio di 18 giorni in entrambe le Corea per collegare le ferrovie coreane.
L'indagine, che in precedenza era stata ostruita dai posti di guardia e dalle mine antiuomo della "zona demilitarizzata coreana (DMZ) coreana situata nella Arrowhead Hill della DMZ, consiste in un tratto ferroviario di 400 chilometri (248 miglia) tra Kaesong e Sinuiju che taglia attraverso la regione centrale del nord e la costa nord-orientale. L'indagine intercoreana, così come la cerimonia inaugurale della ferrovia che seguirà per simboleggiare l'apertura della nuova ferrovia e strada intercoreana in quest'area erano entrambi obiettivi dell'accordo di Pyongyang. Il 30 novembre 2018, i consigli delle province di Gangwon e Gyeongui si sono incontrati alla stazione di Dorasan a Paju per includere il rilevamento della ferrovia come uno dei tanti progetti locali.
Il 5 dicembre 2018 è stata completata la rilevazione della linea ferroviaria Gyeongui (Seoul-Sinuiju). L'8 dicembre 2018 è iniziata un'indagine intercoreana per la ferrovia Donghae. Gli ispettori ferroviari della Corea del Sud hanno viaggiato in Corea del Nord in autobus prima dell'inizio del sondaggio. Sono stati inoltre programmati di estendere il rilevamento stradale intercoreano per includere la strada che collega Goseong nella provincia di Gangwon in Corea del Sud e Wonsan nella provincia di Kangwon in Corea del Nord Un sondaggio intercoreano congiunto della strada nella Corea del Nord che collega Kaesong a Pyongyang era stato precedentemente condotto nell'agosto 2018.
Il 13 dicembre è stato annunciato che la cerimonia rivoluzionaria per simboleggiare la riconnessione delle strade e delle ferrovie in entrambe le Coree si terrà il 26 dicembre 2018 a Kaesong. Il 17 dicembre 2018 è stato completato l'ultimo rilevamento ferroviario intercoreano, che ha coinvolto un treno di 800 chilometri da Kumgangsan vicino al confine intercoreano con il fiume Tumen, al confine con la Russia a est,. Gli ispettori sudcoreani sono poi tornati a casa in autobus. Una minaccia alla cerimonia rivoluzionaria è emersa dopo che è stato rivelato che la ferrovia nordcoreana era in cattive condizioni. Il 21 dicembre 2018, tuttavia, gli Stati Uniti hanno concordato di non ostacolare più i piani di entrambe le Coree per tenere una cerimonia rivoluzionaria. Lo stesso giorno, è iniziata un'indagine stradale intercoreana di quattro giorni quando dieci periti della Corea del Sud a livello lavorativo sono entrati in Corea del Nord per lavorare con dieci periti della Corea del Nord in un sondaggio di tre giorni lungo 100 chilometri sulla Donghae Line orientale. Il 24 dicembre 2018, il sondaggio di quattro giorni è stato completato dopo che una squadra separata di dieci topografi sudcoreani è entrata nella Corea del Nord e si è unita a dieci topografi nordcoreani per sondare una strada di 4 chilometri a Kaesong. Il 26 dicembre 2018, la cerimonia rivoluzionaria si è svolta come previsto a Kaesong. Circa 100 funzionari sudcoreani hanno partecipato alla cerimonia dopo aver viaggiato in treno nella Corea del Nord.

### Attraversamento militare della LDM
Il 12 dicembre 2018, i soldati di entrambe le Coree hanno attraversato la Linea di demarcazione militare coreana (LDM) accedendo al paese opposto per la prima volta nella storia. Questi soldati, una dozzina circa, hanno contribuito a verificare la distruzione dei posti di guardia "in prima linea". La verifica della rimozione del posto di guardia era anche un obiettivo dell'Accordo militare globale. Ad accompagnare questi soldati c'erano ispettori che confermavano la distruzione e il disarmo dei posti di guardia "in prima linea", nonché la distruzione di strutture sotterranee vicino ai posti di guardia.

### Progetto di recupero di resti comuni
Il 1º aprile 2019 sono iniziati i lavori di scavo lungo la ZDC per i resti della guerra di Corea. Tuttavia, il progetto inter-coreano concordato non ha avuto luogo, poiché la Corea del Sud lavorava da sola. L'8 maggio 2019, il Dipartimento della Difesa degli Stati Uniti ha sospeso il progetto di recupero dei resti.